# Футболен съдия №1 на България
Приз „Футболен съдия №1 на България“ е награда давана от Асоциацията на съдиите по футбол в България, която се присъжда ежегодно от 2009 година.

## Категории
С приза се удостояват футболни съдии в различни категории:
- Най-добър футболен съдия на България (дава се на победителя и двама подгласници)
- Най-добър футболен асистент съдия (дава се на победителя и двама подгласници)
- Най-добра футболна съдийка на България
- Най-проспериращ футболен асистент съдия
- Най-дoбра футболна асистент съдийка
- Най-проспериращ футболен съдия
- Награда „Смело сърце“

## Победители през годините
- 2022 – Станислав Тодоров
- 2021 – Георги Кабаков
- 2020 – Георги Кабаков
- 2019 – Георги Кабаков[2]
- 2018 – Николай Йорданов[1]
- 2017 – Станислав Тодоров
- 2016 – Никола Попов[3]
- 2015 – Георги Кабаков[4]
- 2014 – Ивайло Стоянов[5]
- 2013 – Георги Йорданов[6]
- 2012 – Станислав Тодоров[7]
- 2011 – Станислав Тодоров[8]
- 2010 – Антон Генов[9]
- 2009 – Николай Йорданов